# Marie Borsu
Marie Borsu (Ukkel, 18 oktober 1978) is een Belgisch politica voor Ecolo.

## Biografie
Marie Borsu studeerde in 2001 af als licentiaat in de klassieke filologie aan de ULB en werkte van 2001 tot 2019 als leerkracht aan de secundaire school Ecole Decroly in Ukkel. In oktober 2019 ging ze als raadgever aan de slag op het kabinet van de Brussels staatssecretaris Barbara Trachte. Deze functie oefende ze uit tot in september 2023.
Ze werd politiek actief voor de partij Ecolo en werd in oktober 2018 voor deze partij verkozen tot gemeenteraadslid van Elsene, hetgeen ze bleef tot in september 2023. Nadien verhuisde Borsu naar Ukkel, waar ze opkwam bij de gemeenteraadsverkiezingen van oktober 2024 en sinds december dat jaar in de gemeenteraad zetelt. 
In september 2023 ging zij in het Brussels Hoofdstedelijk Parlement zetelen, ter opvolging van haar partijgenote Magali Plovie, die rechter werd in het Grondwettelijk Hof. Vanaf oktober 2023 had Borsu eveneens zitting in het Parlement van de Franse Gemeenschap. In het Brussels Parlement legde de politica zich toe op gelijke kansen, in het Franse Gemeenschapsparlement hield ze zich bezig met onderwijs. Ze bleef parlementslid tot aan de Brusselse gewestverkiezingen van juni 2024 en werd daarbij niet herkozen. In oktober dat jaar ging Marie Borsu opnieuw aan de slag op het kabinet van Brussels staatssecretaris Trachte, waar ze de functie van directeur kwam bekleden. 